# 维克托里
维克托里（英語：Victory）是位于美国纽约州卡尤加县的一个镇，地处卡尤加县西北部、奥本以北。2010年美国人口普查时，该镇有1660人。 1821年，维克托里镇从加图镇中分出，独立建镇。